# Perotrochus metivieri
Perotrochus metivieri is een slakkensoort uit de familie van de Pleurotomariidae. De wetenschappelijke naam van de soort is voor het eerst geldig gepubliceerd in 1995 door Anseeuw & Goto.